# 斯皮塔克
40°50′14″N 44°16′03″E / 40.83722°N 44.26750°E

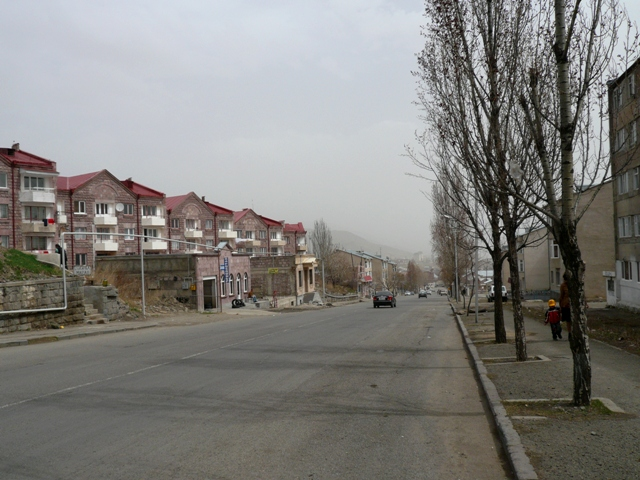

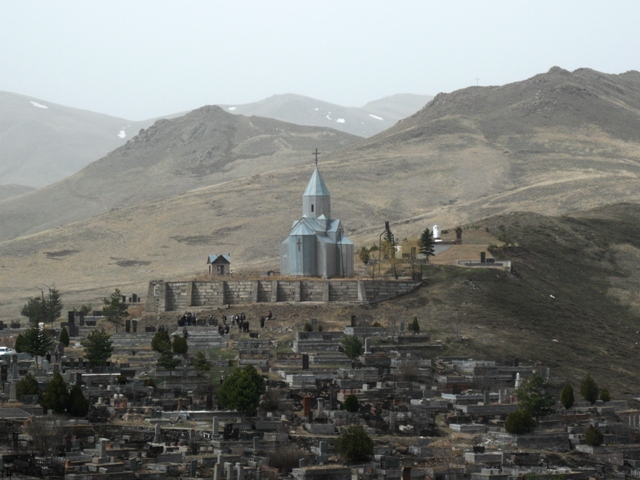

斯皮塔克（Spitak），是亞美尼亞北部洛里州的城市，面積57.6平方公里，2009年人口数量为18,885人。
1988年12月7日，該市附近發生黎克特制6.8級大地震，

## 图册

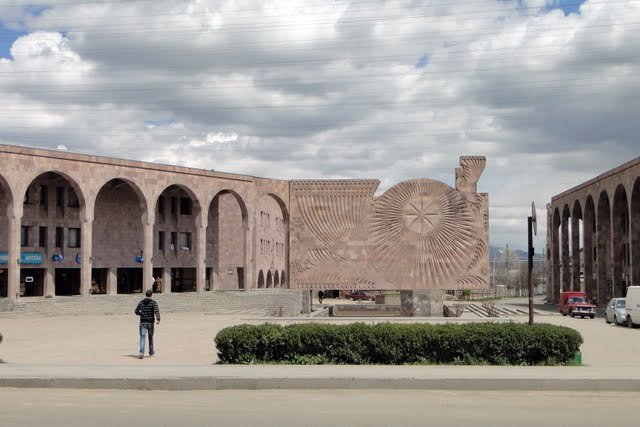
中央广场

## 外部連結
- World Gazeteer: Armenia – World-Gazetteer.com